# Durangonella coahuilae
Durangonella coahuilae é uma espécie de gastrópode  da família Hydrobiidae.
É endémica do México.